# Хуан Нуньес II де Лара
 Хуан Нуньес II де Лара, по прозвищу «Эль Мозо» и «эль де ла Барда» (исп. Juan Núñez II de Lara; ок. 1276—1315, Бургос) — испанский аристократ, глава дома Лара в Кастильском королевстве (1294—1315). Занимал должности главного аделантадо Андалусии (1307—1309), а также четырежды назначался главным королевским майордомом (1302, 1307, 1308 и 1315). Также он номинально носил титул сеньора де Альбаррасин (сеньория в 1300 году была включена в состав Королевства Арагон).

## Происхождение семьи
Родителями Хуана были Хуан Нуньес I де Лара (ум. 1294), глава дома Лара (1275—1294), и Тереза де Аро, дочь Диего Лопес III де Аро (ум. 1254), 7-го сеньора Бискайи (1236—1254), и Констанс де Беарн. Тереза была сестрой Лопе Диаса III де Аро (ум. 1288) и Диего Лопеса V де Аро (ок. 1250 — 1310).
В 1290 году после противостояния его отца с королем Кастилии Санчо IV, королева Мария де Молина предложила для последующего компромисса брак между сыном Хуана Нуньеса I и Изабель Альфонсо де Молина (ум. 1292), дочерью Бланки Альфонсо де Молины (ок. 1243 — 1293), сводной сестры королевы, и Альфонсо Фернандеса Эль Ниньо (ок. 1243 — 1281), незаконнорожденного сына короля Кастилии Альфонсо X.
В 1294 году после смерти своего отца Хуан Нуньес II де Лара стал новым главой рода де Лара.
На протяжении всей своей жизни Хуан Нуньес боролся и вступал в союз с Диего Лопесом V де Аро и инфантом Хуаном Кастильским в стратегической борьбе за власть и влияние на короля Фердинанда IV. Эта пожизненная битва завершилась потерей большей части земель и территорий Хуана Нуньес в пользу короны, когда он сдался королевским войскам после длительной осады своего города в Тордеумосе.
Хуан Нуньес Лара сумел в конечном итоге восстановить свой статус и некоторые из его титулов после его участия и отличия во вторжении короля Фердинанда IV в Гранадский эмират. Хотя кастильская экспедиция в конечном итоге закончилась неудачей, Хуан Нуньес де Лара совершил несколько подвигов, в том числе захват города Гибралтара у мавританских войск. Он также участвовал в катастрофической осаде Альхесираса 1309 года и отступил с кастильской армией в 1310 году. Лара была одним из немногих последователей короля Фердинанда IV, которые не покидали королевскую службу во время войны.
Согласно хронике короля Альфонсо XI Кастильского, Хуан Нуньес II де Лара скончался в 1315 году во время кортесов в Бургосе.

## Браки и преемственность
В 1290 году Хуан Нуньес де Лара впервые женился на Изабель Альфонсо де Молина, которая умерла в 1292 году. Она была дочерью Альфонсо Фернандеса де Кастилья (по прозвищу «Эль-Ниньо»), внебрачного сына короля Кастилии Альфонсо X и Бланки Альфонсо де Молина, сеньоры из Молина и Меса. Этот брак оказался бездетным.
В 1295 году он во второй раз женился на Марии Диас де Аро (ум. 1299), дочери инфанта Хуана Кастильского, и его жены Марии Диас де Аро (1270—1342). У пары не было детей.
В 1300 году он в третий раз женился на Марии Диас III де Аро, сеньоре де Тордеумос, дочери Диего Лопеса V де Аро, сеньора Бискайи, и его жены, инфанты Виоланте де Кастилья-и-Арагон. Брак был также бездетным.
Не имея потомков ни в одном из трех своих браков, вместе со своим братом Альваро Нуньесом де Лара, умершим в 1287 году, перед своей смертью он завещал все свои титулы своей сестре Хуане Нуньес де Лара (1286—1351). Она была замужем за инфантом Фердинандом де ла Серда (1275—1322), внуком короля Альфонсо X Кастильского.